# 昌信里
25°01′49″N 121°24′46″E / 25.030216°N 121.412656°E
昌信里為台灣新北市新莊區下轄之一里，設立於1994年，面積約0.044416平方公里，分為17鄰，人口約四千人。現任里長為柯明啓。